# Gruppo Sportivo Mira
Il Gruppo Sportivo Mira è il nome storico della principale società calcistica di Mira, in provincia di Venezia.
Nel suo palmares può vantare la partecipazione a 5 campionati di Serie C2 (dal 1980-1981 al 1984-1985) e a 12 campionati di Serie D (dal 1948-1949 al 1992-1993). Milita nei tornei dilettantistici regionali.

## Storia
Rifondato nel 1955, il Gruppo Sportivo Mira partecipa nella stagione 1962-1963 partecipa al massimo campionato regionale, quello di Prima Categoria. Vi rimane fino alla stagione 1970-1971, quando viene ammesso al campionato di Promozione appena istituito.

La rosa del Mira per la stagione 1984-1985, al tramonto del periodo d'oro della squadra.

Nell'annata 1976-1977 vince alla grande il campionato a quota 47 punti, staccando la seconda classificata, la Marenese, di ben 9 lunghezze; conquista anche il titolo regionale, battendo l'Abano vincitore dell'altro girone. Allenatore è Luciano Stevanato, mentre fra i giocatori, da ricordare soprattutto Rizzo, Gabrieli, Gazzetta, Stevanato e Biasiolo che saranno l'ossatura della squadra per alcuni anni.
Dopo un biennio in Serie D, nella stagione 1979-1980, sotto la guida di Luciano Stevanato, riesce ad agguantare in vetta alla classifica il Montebelluna e la Casatese, grazie a uno strepitoso rush finale: disputa quindi lo spareggio a tre per accedere alla Serie C2, dove viene promosso in quanto all'Appiani di Padova sconfigge per 1-0 il Montebelluna, con una rete di "Du-du" Gabrieli.
Nella prima metà degli anni 1980 il Mira è protagonista del periodo più florido della sua storia, stabilizzandosi in quarta serie sotto la gestione tecnica, tra gli altri, di Dino D'Alessi.

## Palmarès

### Competizioni regionali
- Promozione: 2

1976-1977 (girone B), 1987-1988 (girone B)
- Prima Divisione: 1

1947-1948
- Seconda Divisione: 1

1954-1955 (girone F)
- Seconda Categoria: 2

1961-1962 (girone G), 2015-2016 (girone N)

## Statistiche

### Partecipazioni ai campionati
Campionati nazionali
| Livello | Categoria                       | Partecipazioni | Debutto   | Ultima stagione | Totale |
| ------- | ------------------------------- | -------------- | --------- | --------------- | ------ |
| 4°      | Promozione                      | 3              | 1948-1949 | 1950-1951       | 9      |
| 4°      | Serie D                         | 1              | 1977-1978 | 1977-1978       | 9      |
| 4°      | Serie C2                        | 5              | 1980-1981 | 1984-1985       | 9      |
| 5°      | Serie D                         | 2              | 1978-1979 | 1979-1980       | 8      |
| 5°      | Interregionale                  | 5              | 1985-1986 | 1991-1992       | 8      |
| 5°      | Campionato Nazionale Dilettanti | 1              | 1992-1993 | 1992-1993       | 8      |

Prospetto delle 47 stagioni disputate nelle leghe interregionali. A norma delle NOIF della FIGC, sono considerate professionistiche e concorrono alla tradizione sportiva cittadina le annate in Serie C, C1 e C2.